# 貸方
貸方（かしかた）とは、複式簿記において勘定口座の右側を指す。クレジット（英: credit）ともいう。対義語は借方。

## 含まれる要素
貸方には資産の減少、負債の増加、純資産の増加、収益の発生が含まれる。

## 呼び方の意味
日本に初期の複式簿記と中央銀行システムを輸入したのは福沢諭吉で、「debit」「credit」をそれぞれ「借方」「貸方」と翻訳したのは彼である。
初期の財務諸表や複式簿記は債権・債務を記載する目的が主であり、主に銀行の経理で使用されていた。それを相手方から見た視点で記録していたため、貸方には相手方が貸した分を記載しているという意味があった。
時代が下り、簿記技術が発展し、記録する内容が金銭の貸借関係から拡大していくにつれ、単なる「右側」という意味のみの符号と化した。
「クレジット」（credit）は「信用」の意味があり、これを消費者信用により支払いを会社が立て替え、期日にまとめて支払うシステムはクレジットカードと呼ばれている。